# 주자 하
주자 하는 춘추전국시대 주나라의 군주이다. 은공의 아들이자 환공의 동생이다. 오나라에 의해 은공이 쫓겨나자 환공이 즉위하였는데, 은공이 월나라로 달아나 오나라가 망한 이후 도움을 요청하자 월이 환공을 폐하고 은공을 복위시켰다. 환공은 월나라로 달아났다. 이후 은공이 다시 축출되자 은공 또한 월나라로 달아났고, 월은 주자 하를 세워 군주로 삼았다. 그러나 그 또한 무도하였다고 전해진다.